# Élisabeth Caumont
Élisabeth Caumont (Cambrai, 25 november 1957) is een Franse jazzmuzikante, ze zingt en componeert.

## Biografie
Caumont studeerde aan het conservatorium van Perpignan, vanaf 1975 nam ze in Parijs acteerlessen. In jazzclubs ontmoette ze verschillende musici, met wie ze een groep begon (Benoît de Mesmay, Christophe Garreau en Richard Portier, later vervangen door Stéphane Huchard). Als liedjesschrijfster werkte ze in het gebied tussen jazz en het Franse chanson. In 1985 trad ze met haar band op op verschillende jazzfestivals, waaronder Jazz in Marciac en de Grand Parade de Nice. In 1991 was ze te horen tijdens de Jazz Jamboree in Warschau. In de jaren erna werkte ze samen met o.m. Michel Legrand, Jimmy Rowles, Michel Petrucciani, Jacques Higelin en Sixun.
In 2007 presenteerde ze de uitreiking van de Django’d Or, samen met Manu Dibango. In een trio met Philippe Milanta en Luca Bonvini vertolkte ze in 2010 Ellington-nummers op het Montreux Jazz Festival.

## Discografie (selectie)
- 1986: Élisabeth Caumont
- 1988: La vraie chanteuse de jazz
- 1989: Acte 2
- 1990: Jimmy Rowles/Élisabeth Caumont Dix chansons d’amour
- 1993: Ciao mon cœur
- 1997: Mieux qu'un baiser
- 2004: Préliminaires
- 2009: Princesse Micomiconne

## Bron
- Philippe Carles, André Clergeat, Jean-Louis Comolli: Le nouveau dictionnaire du jazz. Édition Robert Laffont, Paris 2011, ISBN 978-2-221-11592-3